# San Juan Atitán
San Juan Atitán è un comune del Guatemala facente parte del dipartimento di Huehuetenango.